# Bolinder-Munktell BM 4
Bolinder-Munktell BM 4 var en traktor tillverkad 1939-1944 av Bolinder-Munktell i Eskilstuna. Modellen kom till på grund av bränslebristen under Andra världskriget. De gengassystem som fanns vid krigsutbrottet fungerade inte till företagets tändkulemotorer eftersom de arbetade enligt tvåtaktsprincipen. Man tog därför en BM 2 och ersatte tändkulemotorn med en gengasdriven sexcylindrig ottomotor, ursprungligen en lastbilsmotor, från Volvo. 100 exemplar byggdes av denna något udda modell fram till 1944. Då hade man sedan ett par år tillbaka löst problemen med att driva tvåtakts tändkulemotorer med gengas och lanserat GBM 2.

## Tekniska data Bolinder-Munktell BM 4
Motor:
- Beteckning: Volvo FCG
- Typ: Sexcylindrig fyrtakts ottomotor
- Bränsle: Gengas
- Cylindervolym: 4,4 l
- Max effekt: 32 hk

Transmission:
- Växlar: 4 fram, 1 back
- Drivning: Bakhjulsdrift

Produktion
- Tillverkningsår: 1939-1944
- Antal tillverkade: 100